# Flugzeugabsturz in Hochdahl-Trills
Der Flugzeugabsturz in Hochdahl-Trills, heute Ortsteil der Stadt Erkrath, ereignete sich am 21. November 1944 während des Zweiten Weltkriegs. Ein viermotoriges Bombenflugzeug der britischen Royal Air Force stürzte unmittelbar neben der katholischen Kirche St. Franziskus ab.

## Einsatz
Am Nachmittag des 21. November 1944 startete der Bomber vom Typ Handley-Page „Halifax“ mit der Seriennummer NP810 und dem Kennzeichen EQ-H auf dem ostenglischen Royal-Air-Force-Militärflugplatz Linton-On-Ouse. Dort war das 408. Geschwader der Royal Canadian Air Force stationiert, welches der 6. Bombergruppe angehörte. Der Einsatz richtete sich gegen ein Hydrierwerk in Castrop-Rauxel, das sich auf dem Gelände der Zeche Viktor im Stadtteil Ickern befand. Dort wurden nach dem Fischer-Tropsch-Verfahren aus Steinkohle u. a. synthetische Öle und Treibstoffe hergestellt.
Insgesamt erreichten 258 Flugzeuge das Zielgebiet und warfen 952 Tonnen Sprengbomben ab, darunter neun Luftminen zu je 4000 Pfund und weitere acht Tonnen Brandbomben. Das Hydrierwerk sowie umliegende Stadtteile wurden schwer beschädigt, die Produktion konnte bis Kriegsende nicht mehr aufgenommen werden. Dem Einsatz fielen 15 Menschen zum Opfer, 31 wurden verletzt. 113 Häuser wurden völlig zerstört, weitere 139 schwer bis mittelschwer.
Die nach dem Angriff von der Royal Air Force durchgeführte Auswertung von Luftbildern und Bombenkratern ergab, dass eine große Anzahl Bomben zu weit südlich und somit auf unbewohntes und unbebautes Gebiet platziert wurde. Mögliche Gründe hierfür können die von Pathfinder-Flugzeugen ungenau abgeworfene Zielmarkierungen sein, Windverwehungen der an Fallschirmen niedergehenden Leuchtmunition („Christbäume“) oder der sogenannte „Creepback“-Effekt. Beim letztgenannten warfen Bombenschützen, häufig aufgrund von psychischer Anspannung während der gefährlichen Zielanflugsprozedur, die Bombenlast leicht verfrüht ab. Die dadurch verursachten Brände auf dem Boden veranlassten die Schützen der nachfolgenden Bomber, ihrerseits die Bomben früher und somit immer weiter vor dem eigentlichen Abwurfziel auszulösen.

## Absturzursache
Der Halifax-Bomber geriet wenige Minuten nach dem Abwurf der Bombenlast in der Nähe von Velbert-Langenberg ins Visier eines deutschen Nachtjägers vom Typ Messerschmitt Bf 110 G4 und dem Geschwaderkennzeichen G9+AM, der der IV. Gruppe des Nachtjagdgeschwaders 1 unterstellt war. An Bord befanden sich Hauptmann Fritz Lau (Flugzeugführer), Feldwebel Backhaus (Funker) und Unteroffizier Reinecke (Bordschütze). Den Bomber griff Hauptmann Lau von hinten an und schoss diesen in Brand. Schwer beschädigt flog der Bomber noch wenige Kilometer, bevor er um 19:10 Uhr über Hochdahl-Trills explodierte und dort abstürzte.

## Absturzstelle
Teile des Rumpfs stürzten unmittelbar neben die katholische Kirche St. Franziskus und verfehlten diese nur um wenige Meter.

In der Pfarrchronik von St. Franziskus hielt Pfarrer Karl Fassbender über den Flugzeugabsturz fest: 
„Am Abend des 21. November wurde über Trills ein viermotoriges Bombenflugzeug zum Absturz gebracht. Während ich mit meiner achtköpfigen Hausgemeinschaft noch abwartend im Flur des Erdgeschosses stand, prasselte die schwere Bodenwanne mit dröhnendem Aufschlag in den Vorgarten des Pfarrhauses. […] Durch die Kellerfenster leuchtete von jenseits der Kirche bereits der purpurne Widerschein eines gewaltigen Brandes herein.“
Einer der vier 14-Zylinder-Doppelstern-Motoren des Typs Bristol-„Hercules“ fiel ca. 200 Meter entfernt von der Kirche in einen kleinen Teich auf Gut Clef und versank dort unbemerkt. In den 1970er Jahren senkte sich der Wasserspiegel und Teile des Motors kamen zum Vorschein. Dies veranlasste den Grundstückbesitzer, den Motor zu bergen und über Jahrzehnte auf seinem Grundstück auszustellen.

## Besatzungsmitglieder des Bombers
Flight Lieutenant Albert Edward Steeves (Pilot, Royal Canadian Air Force) gab kurz nach dem Beschuss des Nachtjägers den Befehl zum Absprung. Er konnte das abstürzende Flugzeug mit dem Fallschirm verlassen und landete schwer verletzt in der heute zur Stadt Haan gehörenden Hofschaft Kneteisen. Noch am gleichen Abend wurde Steeves ins Haaner Sankt-Josef-Krankenhaus gebracht, von wo aus er knapp zwei Wochen später ins Stammlager (Stalag Luft 1) in Barth verbracht wurde. Er überlebte den Krieg und starb 1986 in Kanada.
Sergeant James Alexander McPhee (hinterer Bordschütze, Royal Canadian Air Force) sah den deutschen Nachtjäger unvermittelt auf sich zufliegen. Er nahm wahr, dass das hintere Leitwerk zerschossen wurde und dieses wegflog. McPhee konnte dem hinteren Gefechtsstand entkommen. Durch einen Metallsplitter am Kopf getroffen, oder durch die Explosion des Bombers, verlor er das Bewusstsein. Im freien Fall befindlich, kehrte McPhees Bewusstsein zurück. Er konnte unmittelbar vor dem Aufprall auf den Boden die Reißleine seines Fallschirms ziehen und landete auf dem Dach eines kleinen Waschhauses. McPhee erlitt nur leichte Verletzungen, befand sich ca. sechs Tage auf der Flucht, bevor er auf einem Bauernhof, wahrscheinlich in der Nähe von Düsseldorf, entdeckt wurde. Dort bereitete man ihm ein Frühstück zu, ließ ihn sich aufwärmen und rief schließlich die örtliche Polizei. Kurz darauf wurde McPhee von einem deutschen Feldwebel abgeführt und geriet in Kriegsgefangenschaft (Stalag Luft VII in Bankau, Stalag Luft  III A in Luckenwalde). Er überlebte den Krieg und starb 2019 in Barrie, Kanada.
Pilot Officer Edmond Kenneth Wilson (Funker, Royal Canadian Air Force) wurde schwer verletzt in unmittelbarer Nähe der Absturzstelle gefunden. In einem Krankenwagen brachte man ihn zu einem Kriegsgefangenenlazarett an der Bergischen Landstraße in Düsseldorf, das dem Stammlager VI J in Krefeld-Fichtenhain unterstellt war. Dort verstarb Wilson trotz medizinischer Betreuung noch am selben Abend.
Sergeant Herbert Edgar Clark (Bordingenieur, Royal Air Force), Pilot Officer Louis Basarab (oberer Bordschütze, Royal Air Force), Pilot Officer Lloyd William Frizzell (Bombenschütze, Royal Canadian Air Force) und Flying Officer Adelbert Bateman Rowley (Navigator, Royal Canadian Air Force) überlebten den Absturz nicht. Ihre Leichen wurden unmittelbar neben der Absturzstelle gefunden.

## Gedenken

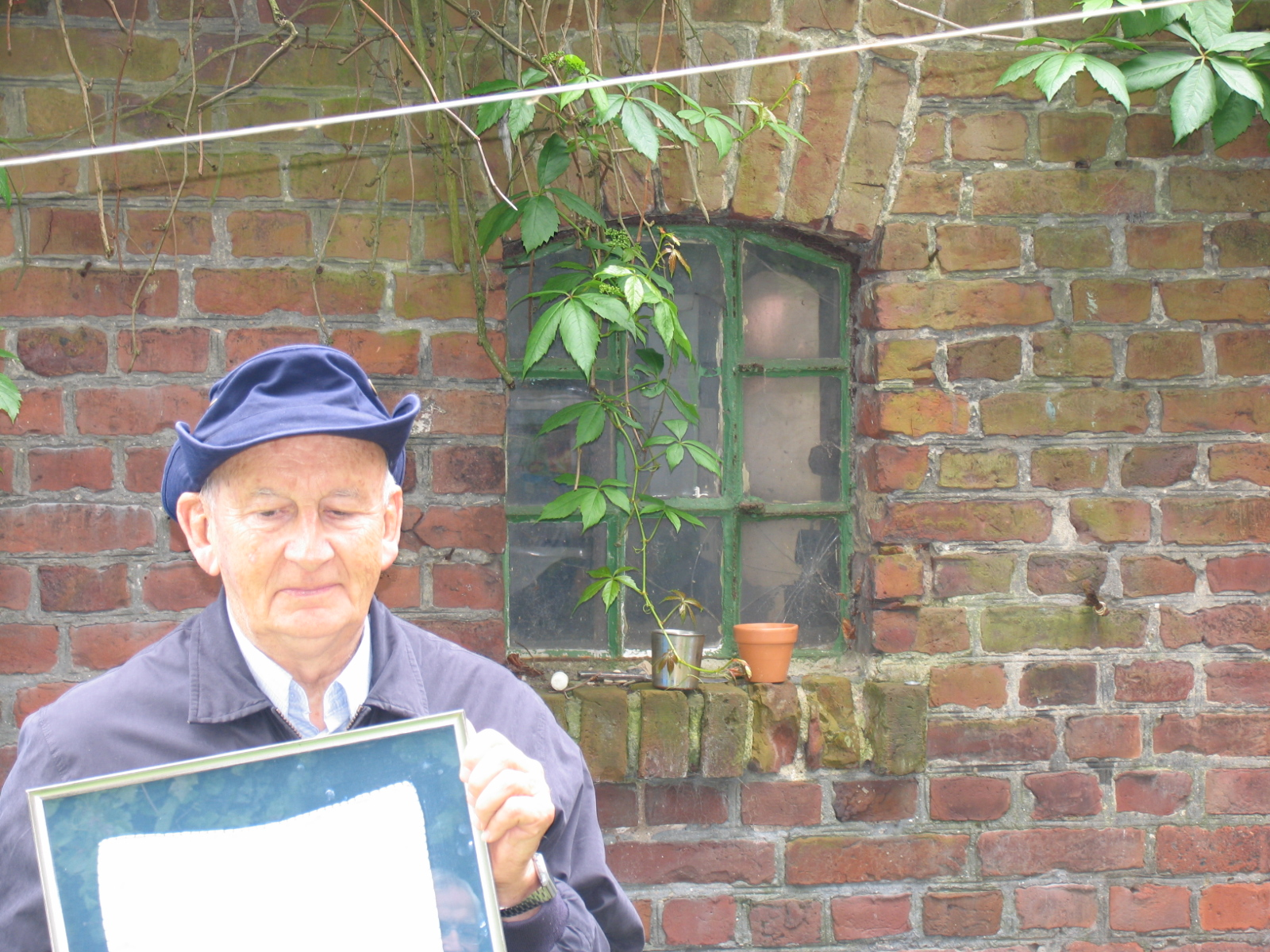
Jim McPhee vor dem ehemaligen Waschhaus mit dem Fragment seines Fallschirms

Ein Foto des Flugmotors aus dem Jahr 1986 veranlasste im Jahr 2005 ehrenamtliche Mitglieder des Landschaftsverband Rheinland (LVR)-Amtes für Bodendenkmalpflege im Rheinlandes, die Hintergründe des Flugzeugabsturzes zu recherchieren. In der kanadischen Provinz Ontario konnte der damalige Heckschütze Jim McPhee in der Stadt Barrie ausfindig gemacht werden. Dieser besuchte am 2. Juni 2006 gemeinsam mit John Clark, dem Sohn des Bordingenieurs, den Absturzort des Halifax-Bombers. Vor dem ehemaligen Waschhaus konnte Jim McPhee ein Stück seines Fallschirms überreicht werden. Dieses überdauerte, da der Stoff zu einem Taschentuch umgearbeitet worden war.

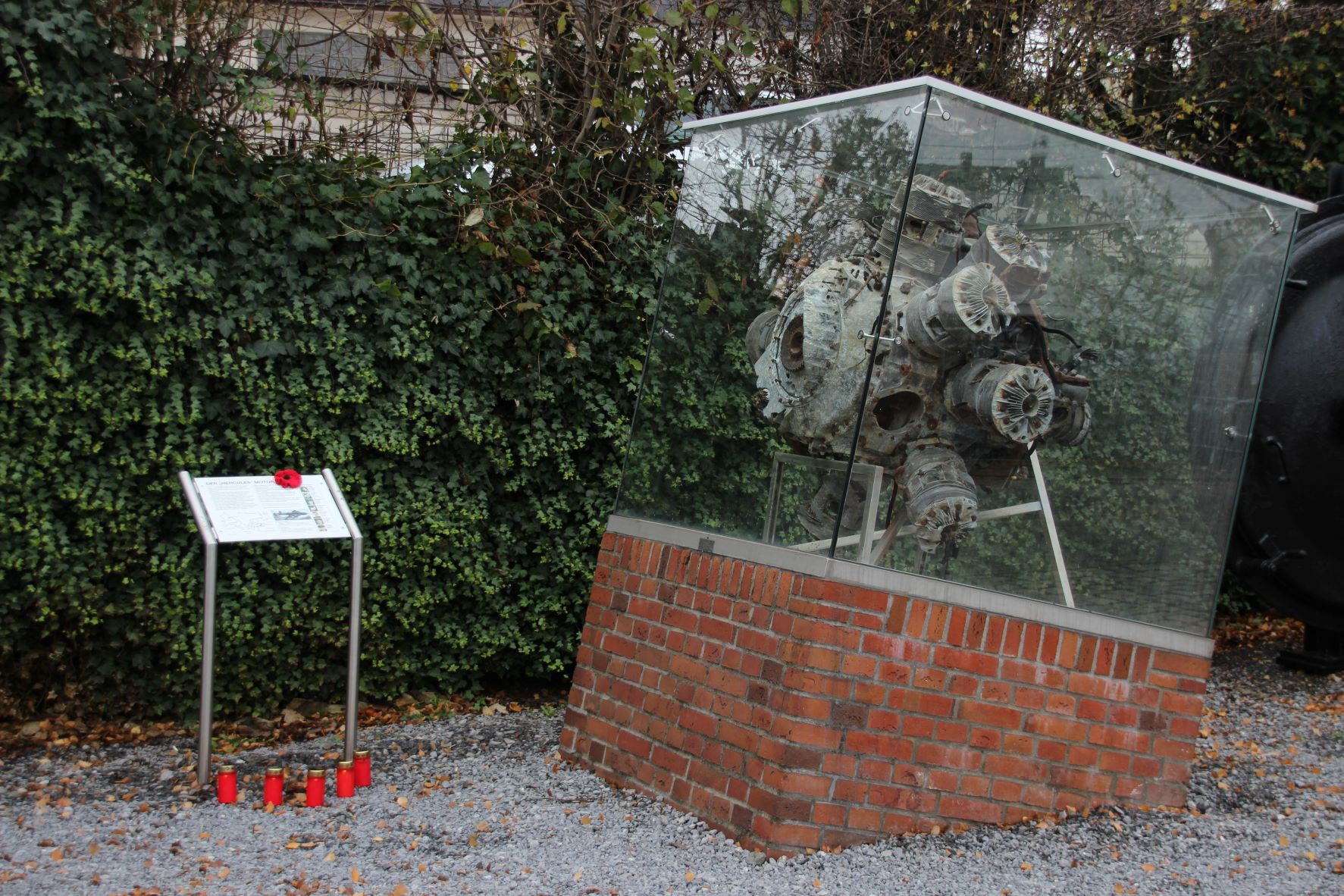
Bristol-„Hercules“-Flugmotor auf dem Gelände des Eisenbahn- und Heimatmuseums Erkrath-Hochdahl

Im Jahr 2007 wurde der Motor von Gut Clef zum Eisenbahn- und Heimatmuseum Erkrath-Hochdahl, das sich nur wenige hundert Meter von der damaligen Absturzstelle befindet, transportiert. Unter einer Glasabdeckung vor der Witterung geschützt, wurde der Motor nun der Öffentlichkeit frei zugänglich gemacht. Die feierliche Einweihung fand im August 2010 statt.